# Emslandlager

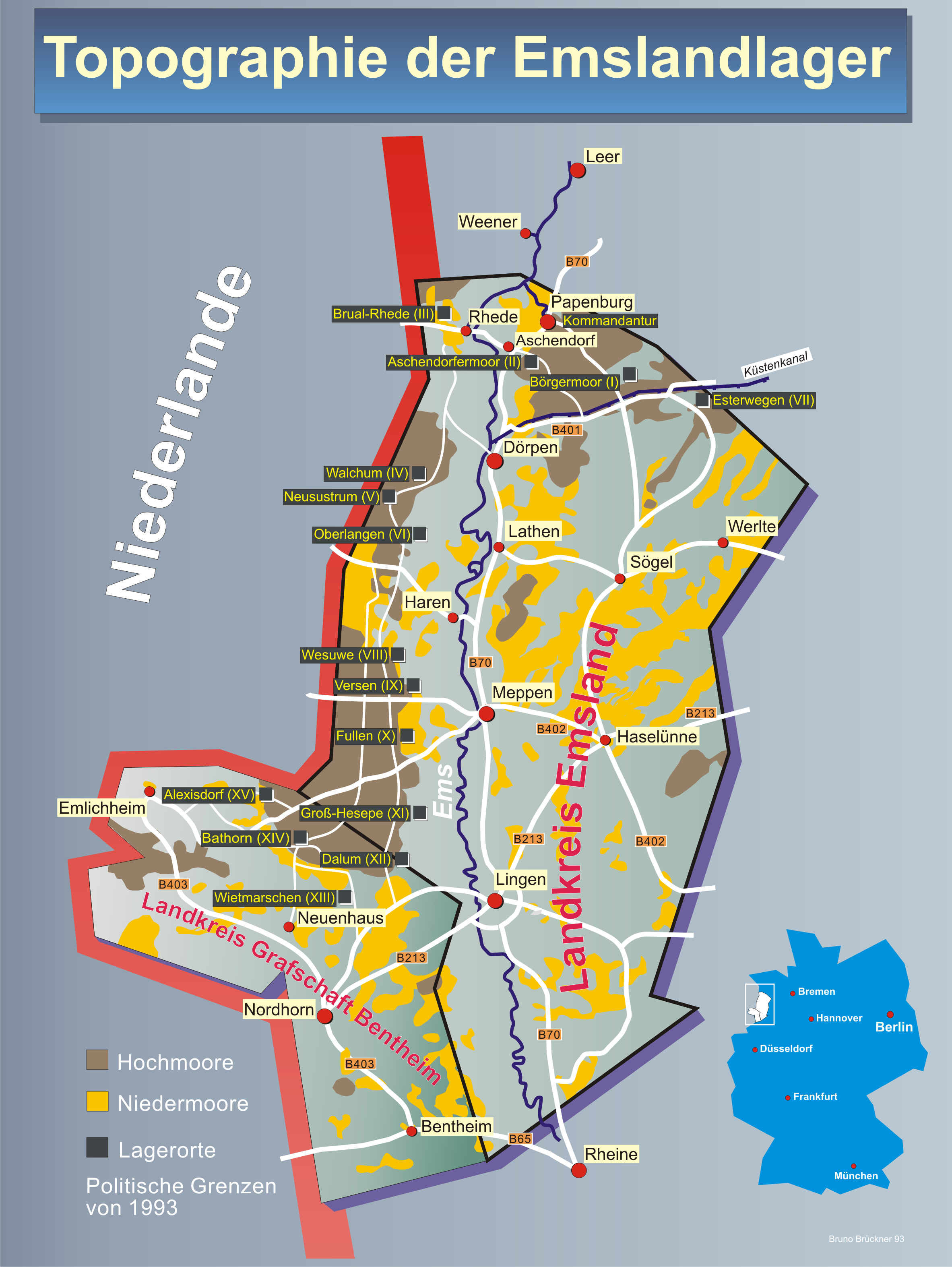
De ligging van de Emslandlager

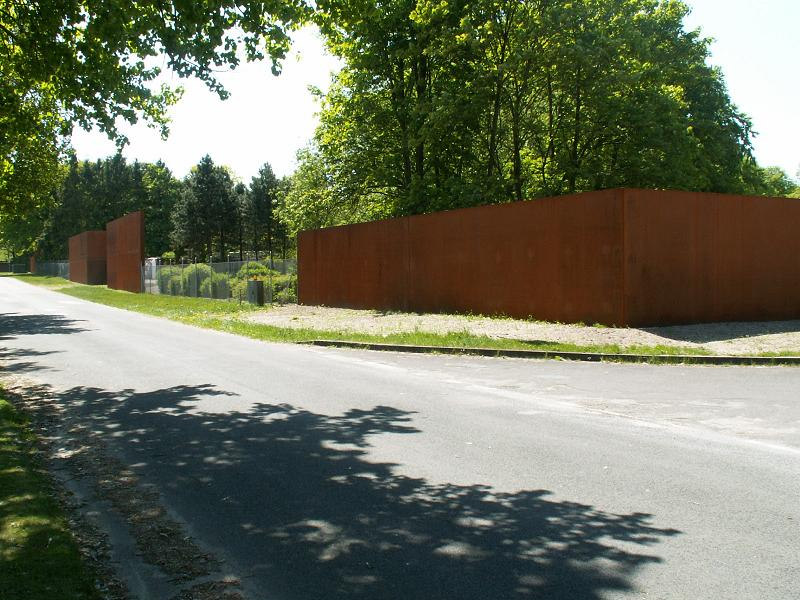
Buitenmuur (artistieke reconstructie) van voormalig Kamp Esterwegen

De Emslandlager (Nederlands: Emslandkampen) waren een groep van concentratie-, straf- en krijgsgevangenenkampen in het Duitse Emsland en het graafschap Bentheim, gelegen in Noordwest-Duitsland in de buurt van de Nederlandse grens.

## Geschiedenis tot 1945
In totaal vielen onder de Emslandlager vijftien kampen. Deze kampen werden vanuit Papenburg geleid. In deze stad bevond zich sinds 1981 een documentatie- en informatiecentrum over de Emslandlager. Dit centrum werd in 2012 naar Esterwegen verplaatst. De kampen hadden wisselende functies. Ze werden door de nazi's gebruikt als:
| - concentratiekampen (1933-1936) - strafgevangenenkampen (1934-1945) - militaire strafgevangenenkampen (1939-1945) - krijgsgevangenenkampen (1939-1945) - buitenkampen van het concentratiekamp Neuengamme (1944/45) |

De veranderende functies van de kampen is verweven met de ontwikkelingsgeschiedenis van het nationaalsocialisme. De Emslandkampen hadden buitenkampen in Noord-Duitsland, Noorwegen en in het westen van Frankrijk. In 1933 werden drie concentratiekampen voor politieke tegenstanders van het nationaalsocialisme opgericht: V Neusustrum, I Börgermoor en VII Esterwegen. Neusustrum en Börgermoor werden in 1934 omgezet in een gewoon strafkamp. Ook Esterwegen was vanaf 1937 een gewoon strafkamp. In 1939 werden, vaak vlak na de bouw, alweer 103 barakken weggehaald om te dienen bij de bouw van de Westwall. Met de barakken reisden 2.000 Emslandgevangenen mee. Vrij snel keerden de van het Emsland geleende barakken en gevangenen weer terug. In de zes noordelijke strafkampen werden tussen 1939 en 1945 voornamelijk veroordeelde Wehrmacht-militairen gevangen gehouden. Hier werden ook veel jonge mannen uit Luxemburg en Elzas-Lotharingen gevangen gehouden. Deze gebieden werden door de nazi's als al vanouds Duits grondgebied beschouwd. In de negen zuidelijke kampen werden krijgsgevangenen, onder meer uit Frankrijk, België, Nederland, Italië, Polen en vooral de Sovjet-Unie vastgehouden. Daartoe werden in Dalum en Versen de stalags 6C en B opgericht. Tegenover de Sovjet-krijgsgevangenen hield men zich niet aan de Geneefse Conventies. De nazi's beschouwden hen als laagste van de Untermenschen en niet als krijgsgevangenen. In Esterwegen werden in 1943 en 1944 verzetsstrijders (Duits: Nacht und Nebel gefangenen) uit Frankrijk, België en Nederland opgesloten. Daarnaast waren in 1944 en 1945 de Emslandlager Dalum en Versen een buitenkamp (Außenlager) van het concentratiekamp Neuengamme. De gevangenen van alle vijftien kampen werden als (dwang)arbeider ingezet bij de ontginning van de veengebieden.

## Lijst van kampen

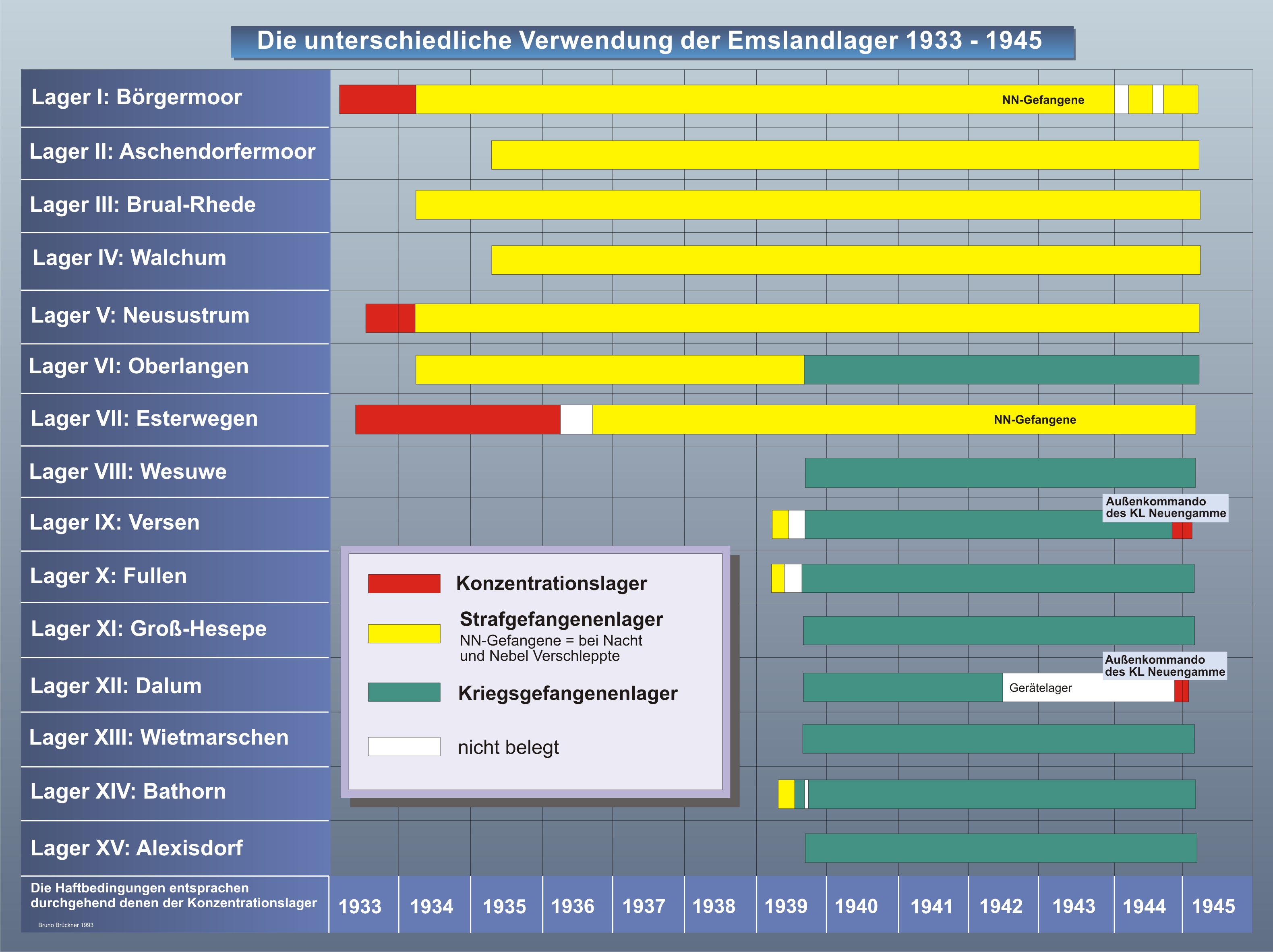
Gebruik van de Emslandlager van 1933 tm 1945. (rood: concentratiekamp; geel: strafgevangenis; blauw: krijgsgevangenenkamp; wit: ongebruikt)

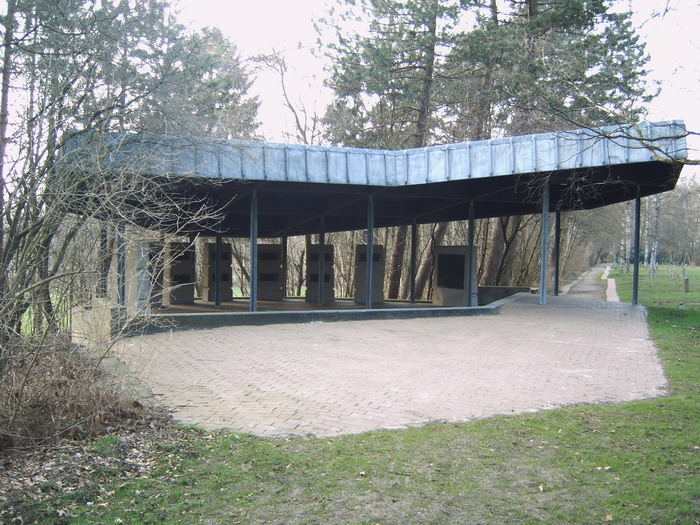
Gedenkstenen voor de Emslandlager op de begraafplaats Bockhorst/Esterwegen

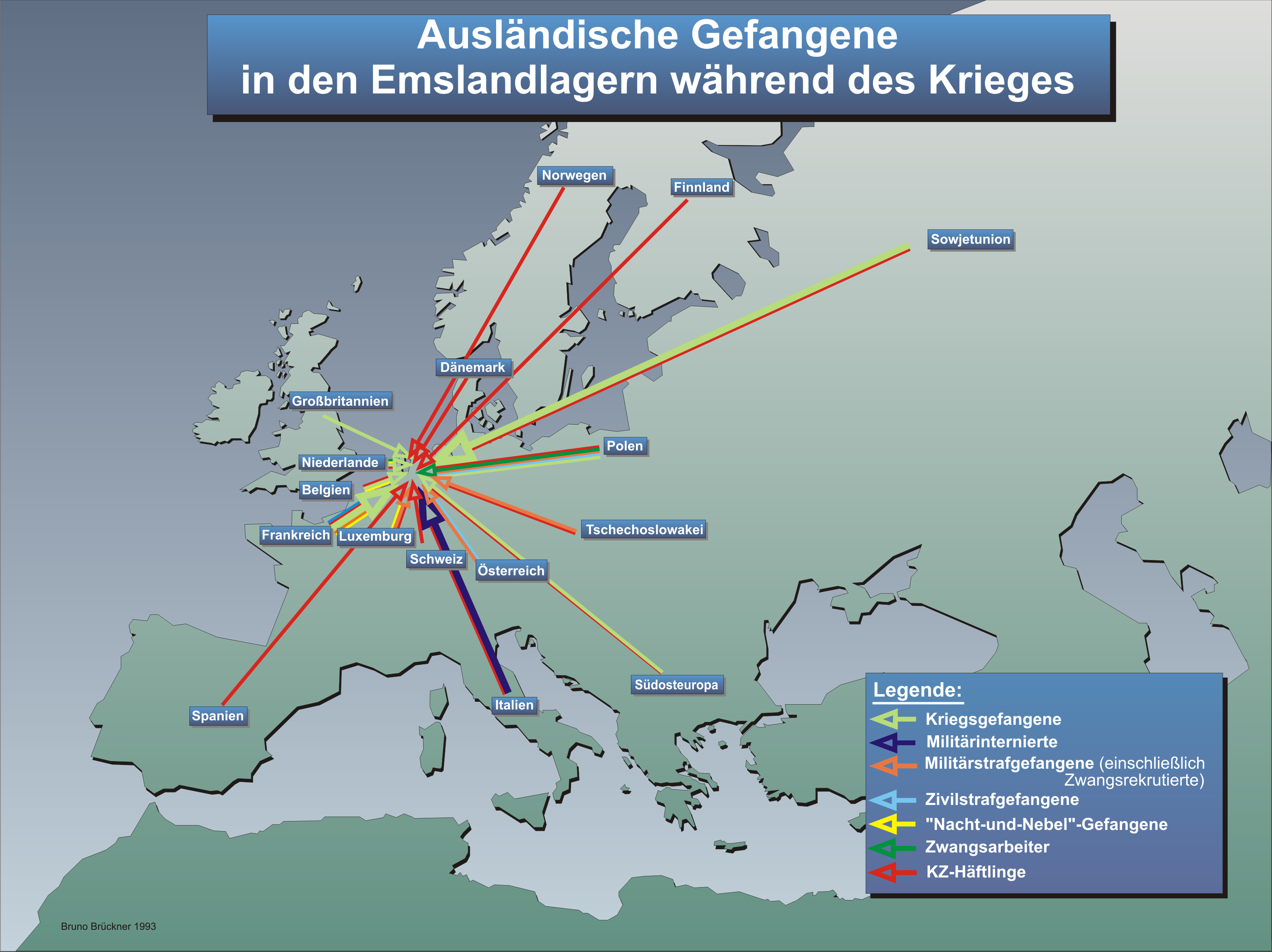
Gebieden van waaruit de gevangenen in het Emslandlager kwamen.

| - I Börgermoor - II Aschendorfermoor - III Rhede-Brual - IV Walchum - V Neusustrum - VI Oberlangen - VII Esterwegen - VIII Wesuwe - IX Versen - X Fullen - XI Groß Hesepe - XII Dalum - XIII Wietmarschen - XIV Bathorn - XV Alexisdorf |

## Na de oorlog
De Emslandlager zijn april 1945 door Britse, Canadese en Poolse troepen bevrijd. De bevrijde gevangenen werden overgebracht naar kampen voor ontheemden. In januari 1946 bestonden in het gebied 15 kampen voor Poolse ontheemden (DP's, d.i. Displaced Persons of vluchtelingen) en een kamp voor mensen uit de Baltische staten. Tot juni 1947 werden deze kampen bestuurd door de VN-hulporganisatie UNRRA en daarna door de International Refugee Organization (IRO). In 1951 nam de West-Duitse overheid het beheer over de kampen over. Als laatste kamp werd in 1957 het DP-kamp in Lingen opgeheven.

## Dodental
In de vijftien Emslandlager hebben naar schatting 100.000 tot 180.000 krijgsgevangenen en 80.000 politieke en strafgevangenen moeten verblijven. Naar schatting zijn 38.000 van deze gevangenen in de Emslandlager vermoord. Voor het merendeel, 35.000, zijn dat Sovjet-krijgsgevangenen geweest. Deze liggen op negen begraafplaatsen en in massagraven begraven. Per kamp kan zowel qua inwonertal als ten aanzien van het dodental niets specifieks met zekerheid worden gezegd. Van de begraafplaatsen is voor een deel van de gevallen wel bekend hoeveel mensen er liggen en welke nationaliteit deze mensen hadden. Hoeveel van de 180.000 tot 260.000 kampbewoners de oorlog hebben overleefd is onbekend. Velen zijn later in of op weg naar andere kampen vermoord.

## Ontsnappingen
Soms moesten de gevangenen op enkele honderden meters van de Nederlandse grens werken. Regelmatig trachtten de gevangenen de Nederlandse grens over te vluchten. Bij die vluchtpogingen werd er gericht op de gevangenen geschoten. Toch zijn er enige tientallen ontsnappingen gelukt. Nederland stuurde de asielzoekers in de meeste gevallen terug, wat vaak alsnog de dood van de vluchteling betekende. In enkele gevallen, die publieke aandacht trokken, werden asielzoekers niet naar Duitsland teruggestuurd, maar naar andere landen uitgewezen.